# Ivo Van Hecke
Ivo Van Hecke (Oosteeklo, 14 januari 1815 - aldaar, 9 juni 1879) was een Belgisch burgemeester van de voormalige Oost-Vlaamse gemeente Oosteeklo.

## Levensloop
Van Hecke was gemeenteraadslid van Oosteeklo en volgde in 1865 zijn overleden broer Leo op als burgemeester van het dorp. Hij liet zich in 1867 opvolgen door brouwer Angelus Roegiers. 
Hij was de oudoom van Prosper Van Hecke (1874-1950) die van 1944 tot 1950 ook burgemeester van Oosteeklo was.